# Filipo I de Macedonia
Filipo I de Macedonia  (griego antiguo Φίλιππος) fue uno de los primeros reyes del Reino de Macedonia, un antiguo reino al norte de Grecia. Era miembro de la dinastía argéada e hijo de Argeo I de Macedonia. Subió al trono en 640 a. C. a la muerte de su padre. Su hijo fue Aéropo I de Macedonia.